# Klas Emil Nordlund
Klas Emil Nordlund (skrev sig vanligen: K.E. Nordlund), född 17 december 1869 i Flaka, Lemland på Åland, död 1944 i Seattle, Washington, USA, var en åländsk ateljéfotograf, verksam 1897–1899 i Mariehamn samt senare i USA, först i Merrill, Wisconsin, och slutligen i Seattle. 

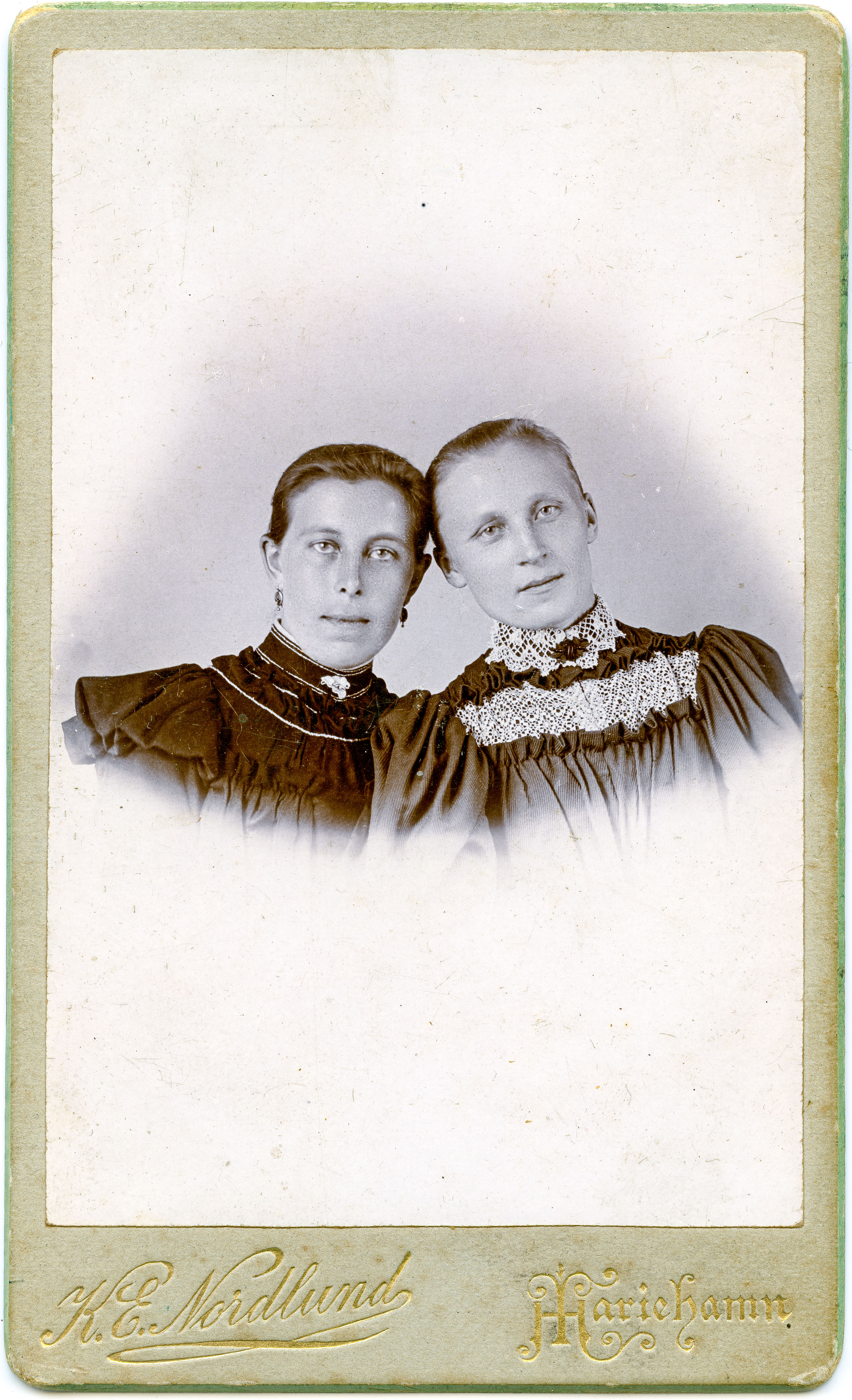
Ateljéfotografi av K.E. Nordlund, Mariehamn (Åland). Bilden tagen mellan 1897 och 1899 (åren då fotografen var verksam i Mariehamn). Klicka på bilden för mer detaljerad information.

Nordlund kom från enkla förhållanden, fadern var bonde och senare torpare. Han lämnade tidigt hemmet, gick till sjöss och vistades på 1880-talet i Amerika, enligt Lemlands kyrkböcker, men återvände till Åland och etablerade sig 1897 som ateljéfotograf i Mariehamn. Hösten 1899 emigrerade han åter till Amerika. Fotoateljén övertogs av Ida Nordström, som tidigare hade varit anställd hos konkurrenten, den välkände mariehamnsfotografen Ludvig Bodnar.
Efter ankomsten till Amerika bosatte sig Nordlund i Merrill, Wisconsin, och öppnade ateljé på Second Street. Det finns åtminstone ett bevarat fotografi (i kabinettformat) med präglingen "K.E. Nordlund Merrill, Wis." Senare flyttade han till Seattle, Washington, där han också verkade som fotograf. 
K.E. Nordlund var en av initiativtagarna till Ålandsklubben i Seattle, bildad 1934, och klubbens första ordförande. I slutet av 1930-talet var han på besök på Åland.

## Villa du Nord i Mariehamn

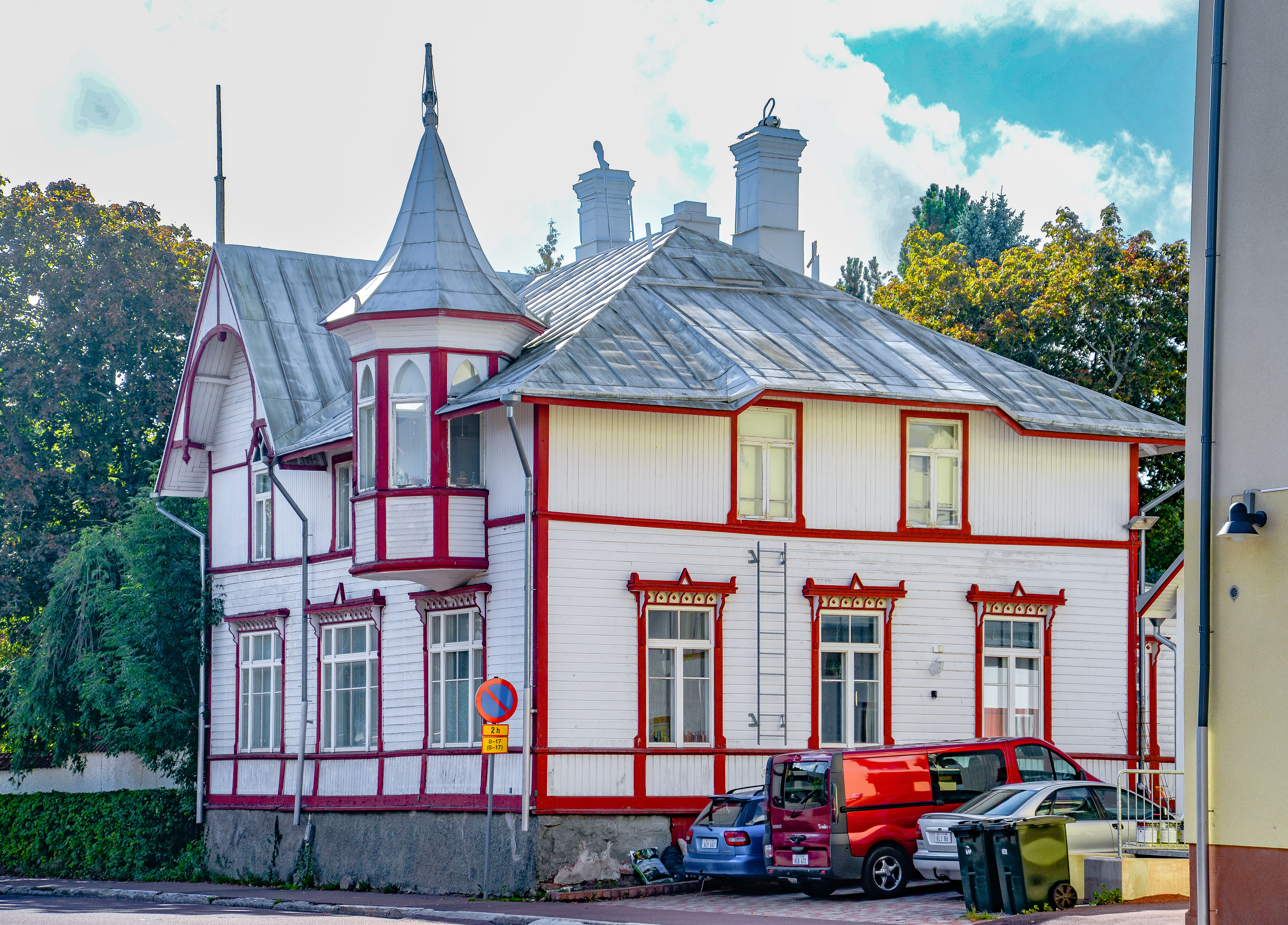
Mariehamn, Åland. Huset vid Ålandsvägen som K.E. Nordlund lät uppföra 1898 och som senare kommit att kallas Villa du Nord. Det är ritat av makarna Hilda och Sanfrid Hongell. Bilden tagen 17 september 2014.

Under sin tid på Åland lät K.E. Nordlund bygga en villa i Mariehamn vid Brunnsgatan (nuvarande adress: Ålandsvägen 48), senare kallad Villa du Nord. Ritningen är signerad Sanfrid Hongell, men bär också tydliga spår av hans maka, Hilda Hongell, Finlands första kvinnliga byggmästare.
Tidningen Åland uppmärksammade Nordlunds nya hus den 17 september 1898 under rubriken "Våra nybyggnader": 
Fotografen K.E. Nordlunds under byggnad varande hus å hans senaste vår inköpta tomt vid Brunnsgatan, emellan Norra och Esplanadgatorna [ska förstås som mellan Norragatan och Esplanadgatan] kommer att uppföras i tvänne våningar. Den nedre våningen upptager 6 med eldstad försedda rum. I övre våningen, som kommer att förses med värmeledning, inredes fotografiateliern. Enligt hvad ritningarna giva vid hand, kommer den lilla byggnaden att taga sig rätt trevlig ut.
Nordlund sålde huset först 1911 (genom ombud). Fotoateljén på övervåningen fanns då fortfarande kvar, fast under namnet Nya Ateliern.
Villa du Nord är bevarad tämligen intakt, sedan 1990 k-märkt för sina kulturhistoriska värden.

## Familj
K.E. Nordlund var gift med Maria Kristina, född 1870. När familjen 1899 emigrerade fanns också tvååriga dottern Abigail.

## Fler bilder
”Porträttfynd”. https://www.rotter.se/faktabanken/portrattfynd/aland/mariehamn/k_enordlund_. Databasen, som ingår i Rötter, utgiven av Sveriges släktforskarförbund, har fler fotografier av K.E. Nordlund.